# Samuel Jones
Samuel "Sam" Symington Jones (16 de janeiro de 1880 - Knoxville, 13 de abril de 1954) foi um atleta e campeão olímpico norte-americano, especializado em saltos.
Jones foi um atleta de grande sucesso em campeonatos universitários nos Estados Unidos, vencendo no salto em altura entre 1900 e 1904 dois dos principais campeonatos amadores do país. Em St. Louis 1904, ele conquistou a medalha de ouro com um salto de 1,80 m, bem abaixo de sua melhor marca nestes torneios, 1,88 m.
Em St. Louis, ele também disputou o salto triplo e integrou o time do cabo-de-guerra, uma modalidade disputada apenas nestes Jogos. Atleta prolífico, depois dos Jogos ele cursou a Universidade de Nova York, onde foi o capitão da equipe de atletismo e disputou futebol americano e ginástica por três anos. Depois de formado seguiu a carreira de engenheiro e professor. Tinha 2,05 m de altura.